# ナイルチドリ
ナイルチドリ（ナイル千鳥、学名 Pluvianus aegyptius）は、チドリ目の1種である。別名ワニチドリ（鰐千鳥）・ワニドリ（鰐鳥）。
ナイルチドリ属 Pluvianus 唯一の種であり、ナイルチドリ科 Pluvianidae 唯一の種でもある。かつてはツバメチドリ科 Glareolidae に分類されてきたが、系統的にかけ離れていることがわかり分離された。
属名 Pluvianus は「雨を呼ぶもの」を意味する。

## 分布
アフリカ北部に生息する。

## 生態
古くから本種は、ナイルワニと共生関係にあり、ナイルワニの口の中で歯に着いた肉片をついばむとされており、アリストテレスの博物誌にもこの習性が紹介されている。このためワニドリまたはワニチドリとも呼ばれている。しかし、ワニの背中にのることはあるが、ワニの口の中の肉片や食物のかすを食べるという習性については正確な記録がないため、現在では単なる言い伝えに過ぎないとされていることが多い。
川岸の砂地に産卵しその上に砂をかけ、卵が孵化するまで上に座ったり水をかけて温度を下げるという習性がある。雛は砂の中で孵化し、自力で地上に這い出てくる。